# Cratere Chechek
Chechek  è un cratere sulla superficie di Venere.